# 李声韵
李声韵，湖北省潜江县沱埠垸人，中国戏剧家，李书城之女、冯乃超之妻。
早年参加戏剧活动，参与组建上海艺术剧社。后与冯乃超结婚，有女冯真，嫁画家李琦。